# Schlacht bei Groß-Jägersdorf
Pirna – Lobositz – Prag – Gabel – Kolin – Groß-Jägersdorf – Moys – Roßbach – Breslau – Leuthen – Domstadtl – Olmütz – Neisse – Zorndorf – Hochkirch – Kay – Kunersdorf – Hoyerswerda – Maxen – Koßdorf – Landeshut – Liegnitz – Oschatz – Berlin – Wittenberg – Torgau – Döbeln – Burkersdorf – Reichenbach – Freiberg
Die Schlacht bei Groß-Jägersdorf am 30. August 1757 war eine Schlacht des Siebenjährigen Krieges zwischen Russland und Preußen.

## Ausgangslage
Zur Verteidigung Ostpreußens hatte Friedrich II. den erfahrenen Generalfeldmarschall von Lehwaldt bestellt. Ihm standen 30.000 Mann zur Verfügung. Gegen ihn trat eine fast 100.000 Mann starke Armee unter General Apraxin an. Ende Juni 1757 rückten die Russen frontal in Ostpreußen ein. Vielfach kam es zu Verwüstungen und Plünderungen. Die Festung Memel fiel am 5. Juli. Die drei russischen Kolonnen vereinten sich dann am 13. August in Insterburg, die so gebildete Streitmacht betrug allerdings nur noch 55.000 Mann und litt vor allem an der mangelhaften Versorgungssituation. Apraxin wollte den russischen Nachschub über den Seeweg sicherstellen und wandte sich daher am 23. August gen Königsberg. Die Preußen wollten die Einnahme dieser Stadt unter allen Umständen verhindern.
Lehwaldt verfügte über 22 Bataillone, 50 Schwadronen und 55 Geschütze (zusammen 24.700 Mann). Die russische Armee bestand aus 89 Bataillonen, 40 Grenadier-Kompanien, 46 Schwadronen, 119 Sotnien irreguläre Kosaken, Tataren und Kalmücken sowie 263 Geschützen (zusammen etwa 54.800 Mann).

## Schlachtverlauf

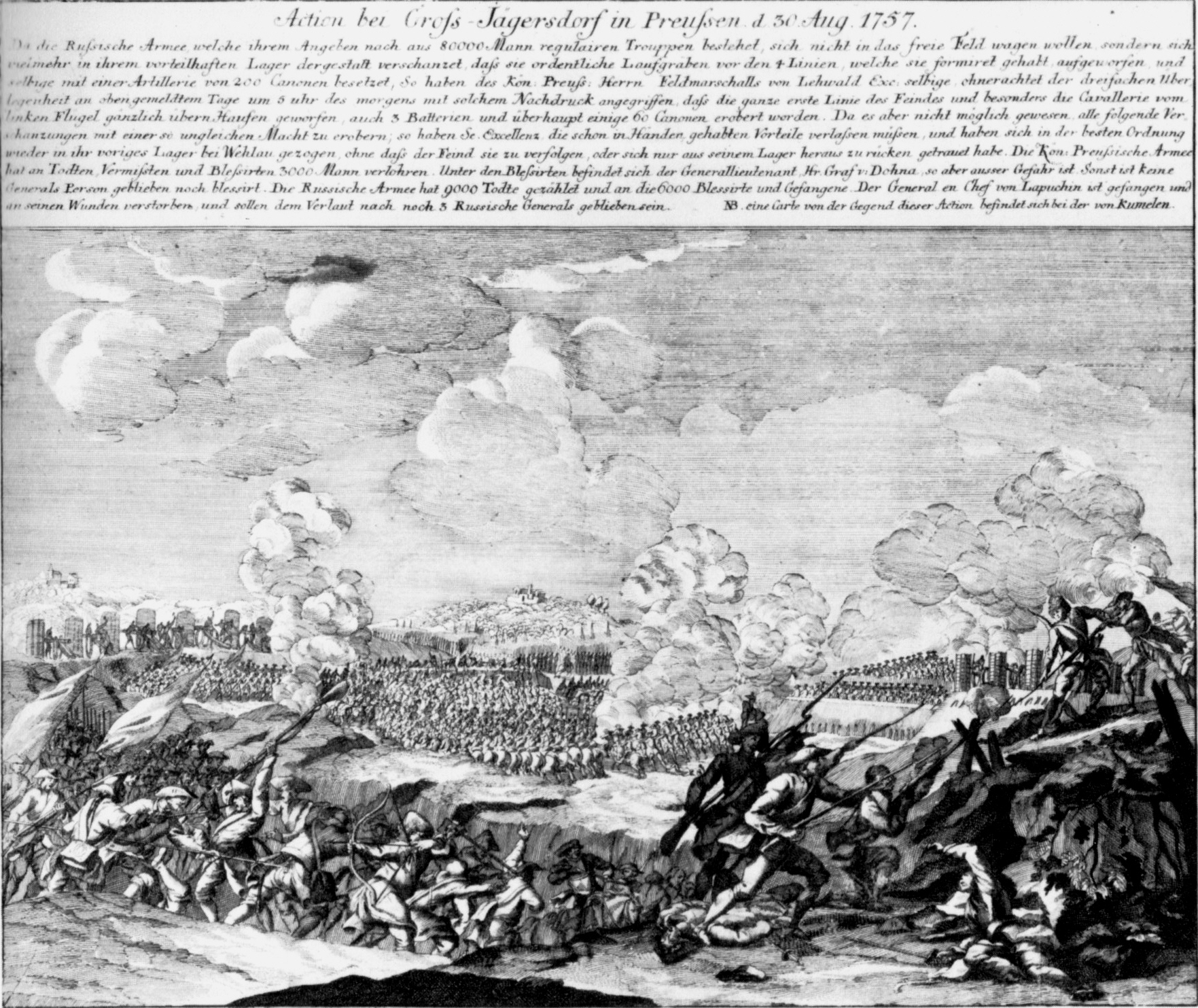
Die Schlacht bei Groß-Jägersdorf

Am 30. August 1757 stand Lehwaldt den Russen bei dem Dorf Groß-Jägersdorf gegenüber. Obwohl Apraxin eine feste Stellung eingenommen hatte, welche im Rücken und in den Flanken durch natürliche Hindernisse gesichert war, entschied sich auf Befehl Friedrichs des Großen der preußische Generalfeldmarschall zum Angriff. Lehwaldt richtete seinen Stoß vornehmlich auf den feindlichen linken Flügel. Die russische Kavallerie und die erste Linie der Infanterie wurden zurückgeworfen, drei Batterien erobert. Aber das überlegene Kartätschenfeuer der russischen Artillerie erschütterte die Reihen der Angreifer. Als Graf Rumjanzew 20 frische Bataillone auf dem bedrohten linken Flügel ins Gefecht führte, konnte Lehwaldt das Schlachtfeld nicht behaupten. Nach zehn Stunden Kampf zogen sich die Preußen in guter Ordnung über den Fluss Pregel zurück. Ihr Verlust belief sich auf 4.600 Tote und Verwundete, zudem gingen 28 Geschütze verloren. Die Russen büßten 7.000 Mann ein.

## Auswirkungen
Die Russen konnten ihren Sieg nicht ausnutzen, um weiter nach Westen vorzudringen. Aufgrund von Versorgungsschwierigkeiten mussten sie sich rückwärts nach Polen zurückziehen. Ostpreußen blieb trotz der Niederlage Lehwaldts zum Jahreswechsel in preußischer Hand.